# Liste der Bleach-Charaktere
Dies ist eine Liste der Charaktere aus dem Manga Bleach und dessen Adaptionen als Anime-Fernsehserie und mehrerer Kinofilme.

## Hauptcharaktere

### Ichigo Kurosaki
黒崎 一護, Kurosaki Ichigo
Ichigo Kurosaki ist die Hauptfigur und leicht an seinen orangefarbenen Haaren zu erkennen. Er wohnt zusammen mit seinem Vater Isshin (一心), der insgeheim ein Shinigami ist und bis vor zwanzig Jahren ein Kommandant der Soul Society war, sowie seinen beiden Schwestern Karin (夏梨) und Yuzu (遊子) in Karakura. Da seine Mutter Masaki (真咲) starb, als sie ihn vor einem Hollow beschützte, nimmt er seine Aufgaben als Shinigami-Stellvertreter sehr ernst, als er Rukias Kräfte bekommt. Er stellt dabei fest, dass er zwar nicht in der Lage ist jeden zu beschützen; dennoch will er so viele Menschen wie möglich retten, nicht nur die, die ihm nahestehen. Diese Rolle war von Anfang an angedacht und so lässt sich das Kanji 護 in seinem Vornamen als „verteidigen, beschützen“ übersetzen, was im Zusammenhang als „Eine Person die jemanden beschützt“ übersetzt werden kann.
Sein Zanpakuto heißt Zangetsu, dessen Namen er erst erfährt, nachdem er seine eigenen Shinigamikräfte erlangt hat; parallel dazu hat er auch Hollowkräfte erhalten, da er beim Erlangen der Shinigamikräfte fast hollowfiziert wurde.
In seinem Geiste führt Ichigo immer wieder einen Kampf gegen sein charakterliches Gegenteil Hollow Ichigo (虚一護, Horō Ichigo), der den Körper von Ichigo übernehmen will. An einem Ort, der viele physikalische Gesetze auf den Kopf stellt, liefert er sich so immer wieder Gefechte mit seinem Ebenbild, welches auch über genau die gleichen Kampffertigkeiten verfügt. So muss er sich ihm immer wieder erwehren – darf ihn aber nicht töten, da das auch seinen Tod zur Folge hätte.
Eine besondere Stärke Ichigos ist sein enormes Wachstumspotenzial, weshalb er in sehr kurzer Zeit zu einem der besten Kämpfer wird. So hat er sein Bankai, die ultimative Freisetzungsstufe des Zanpakutō, in nur drei Tagen erreicht, wofür man normalerweise Jahrzehnte benötigt, und er hat in einer kurzen Zeitspanne in Hueco Mundo seine Hollowfikation gemeistert. Auch meistert er das Finale Getsuga Tenshō, die stärkste Technik von Zangetsu, dafür hat er aber seine gesamten spirituellen Kräfte verloren.
Wegen des Überbleibsels seiner Hollowkräfte hat Ichigo aber die Fähigkeiten des Fullbrings erhalten. Auch bekommt Ichigo seine Shinigami-Kräfte wieder, dank der Unterstützung der Shinigami.
In der finalen Saga erfährt man, dass Ichigo auch über Quincy-Kräfte verfügt, da seine Mutter Masaki ein Quincy war. Diese wurde vor seiner Geburt von einem speziellen Hollow angegriffen, den Aizen aus Shinigami-Seelen erschuf, und dadurch hollowfiziert wurde. Damit ihre Seele nicht zusammenbrach, ließ sich Isshin damals von Urahara zu einem halben Menschen umwandeln, um ihr gegenteiliger Aspekt zu sein und den Hollow zu unterdrücken. Auch stellte sich heraus, dass die bisher gezeigte Seele von Zangetsu in Wahrheit Ichigos manifestierte Quincy-Kräfte in Form des 1000 Jahre jüngeren Yhwach ist und dass sein innerer Hollow seine eigentliche Zanpakuto-Seele ist. Dennoch akzeptierte Ichigo diesen und wollte ihn auch nicht verlieren, weswegen er ihn in eine zweite Klinge manifestieren ließ.

### Rukia Kuchiki
朽木 ルキア, Kuchiki Rukia
Rukia Kuchiki ist eine Shinigami der 13. Kompanie, die in Ichigos Heimatstadt auf Patrouille unterwegs ist, um auftauchende Hollow zu vernichten. Obwohl sie oft sehr barsch und korrekt ist, hat sie ein gutes Herz. Auf eine liebenswerte Art hat sie aber nahezu keine Ahnung von der modernen Welt, da das Leben in der Soul Society eher dem der Edo-Zeit entspricht. So ist sie anfangs nicht mal in der Lage herauszufinden, wie sie eine einfache Saftpackung öffnen kann und versucht durch das Lesen von Mangas, modernes Japanisch zu erlernen. Zu Beginn der Handlung kämpft sie meistens mit der Kidō genannten Magie. Später benutzt sie wieder ihr Schwert Sode no Shirayuki (dt. Schwinge des weißen Schnees), das als das schönste auf Eis basierende Zanpakutō gilt.
Rukia kam aus einem ärmlichen Bezirk von Rukongai und wurde als Baby von ihrer älteren Schwester Hisana zurückgelassen, damit diese selbst überleben kann. Als Kind, freundet sich Rukia mit Renji Abarai und dessen Freunden an, welche nach und nach verstorben waren. So beschließen sie und Renji, Seireitei beizutreten, der Ort, wo die Shinigami leben und arbeiten, und gingen daraufhin in die Shinigami-Akademie. Dort wurde sie von Byakuya Kuchiki, der Ehemann ihrer verstorbenen Schwester Hisana, gefunden und von ihm als seine Schwester adoptiert – dies war nämlich ein Versprechen Byakuyas an seine Frau im Sterbebett. Seitdem haben sich Rukia und Renji distanziert. Durch die Adoption, wurde Rukia einem Posten in der 13. Kompanie gegeben, wo sie ihren Vizekommandanten und Mentor Kaien Shiba traf, den sie in ihr Herz geschlossen hatte. Während einer Mission, wurde Kaiens Körper von dem Hollow Metastacia übernommen und so tötete Rukia ihren Vizekommandanten aus Selbstschutz. Durch diesen Vorfall, gab sie sich selbst die Schuld an Kaiens Tod.
Während und nach der Rettung Rukias, werden Rukia und Renji wieder gute Freunde und auch die Beziehung zwischen ihr und ihrem Bruder Byakuya wird um einiges fester. Auslöser der positiven Effekte der Beziehungen war Ichigo, der sowohl Renji als auch Byakuya im Kampf besiegte und überzeugen konnte.
In der zweiten Hälfte der Handlung, kehrt sie als Vizekommandantin der 13. Kompanie zurück und gibt Ichigo auf die gleiche Weise seine Shinigami-Kräfte zurück wie beim ersten Mal.

### Orihime Inoue
井上 織姫, Inoue Orihime
Sie ist eine Klassenkameradin und eine Freundin von Ichigo Kurosaki. Wie viele seiner Freunde entwickelt auch sie eigene spirituelle Kräfte, nachdem Ichigo ein Shinigami geworden ist. Die Quelle ihrer Kräfte sind ihre Haarspangen, welche sie nur zum Schlafen ablegt und als Erinnerung an ihren Bruder trägt. Sie kann mit ihrer Kraft Shun Shun Rikka die sechs wendigen Blumenschilde rufen, welche drei verschiedene Schilde beherrschen; Santen Kesshun (dreiseitiger Schild im Manga: Umkehrschild der himmlischen drei) für die Verteidigung, Soten Kisshun (zweiseitiger Schild im Manga: Rückkehrschild der himmlischen zwei) zur Umkehrung vom verletzten bzw. zerstörten Zustand zum unverletzten Zustand und Koten Zanshun (einseitiger Schild im Manga: Schneideschild des himmlischen einen) zum Angreifen. Orihime hat sehr große Brüste, die immer wieder zum Gegenstand humorvoller Szenen in der Serie werden. Außerdem ist sie heimlich in Ichigo verliebt.
Im Arrancar Arc wird sie vom Cuatro Espada Ulquiorra Cifer entführt und von Sōsuke Aizen als Köder benutzt, sodass ihre Freunde und vier Kommandanten nach Hueco Mundo gelockt werden. Dabei entsteht eine tiefsinnige Beziehung zu Ulquiorra, dem sie die Existenz des Herzens beweisen kann.

### Yasutora „Chad“ Sado
茶渡 泰虎, Sado Yasutora
Yasutora ist ein Klassenkamerad und Ichigos bester Freund, mit mexikanischem Aussehen. Da Ichigo Yasutoras Namen als erstes auf dessen Namensschild sieht und die Kanji fälschlicherweise als Chad – 茶 kann als sa oder cha gelesen werden, das o am Ende fast stumm – ausspricht, nennt er ihn seitdem so. Er ist extrem groß und sieht wesentlich älter aus, als er ist. Auf der linken Schulter trägt er ein Tattoo, welches sich „Amore y Morte“ (spanisch „Liebe und Tod“) liest. Er hat ein Faible für kleine, niedliche Dinge. Auch er besitzt spirituelle Kräfte, welche durch eine Panzerung an seinem rechten Arm, später auch der linke, in Erscheinung tritt, wodurch er seine spirituellen Kräfte gebündelt abgeben kann. In der zweiten Hälfte der Handlung wird geklärt, dass seine Fähigkeiten als Fullbring bezeichnet werden, die dadurch hervorkommt, dass eines seiner Eltern früher von einem Hollow angegriffen wurde und diese Infizierung an ihm weitergaben. Seine Arme haben die spanischen Bezeichnungen Brazo Derecha de Gigante (Rechter Arm des Giganten) und Brazo Izquirda del Diablo (Linker Arm des Teufels). Brazo Derecha de Gigante ist die Manifestierung von Yasutoras Verteidigungskräften und Brazo Izquirda del Diablo ist de Manifestierung seiner Angriffs- und Zerstörungskräften.

### Uryū Ishida
石田 雨竜, Ishida Uryū
Er ist das Genie, mit Nähen als Hobby, aus Ichigos Schulklasse. In Wirklichkeit ist er ein Quincy, ein Nachfahre aus einer Gruppe von Hollowjägern, die, wie die Shinigami, Hollows jagen, jedoch mit dem Unterschied, dass sie die Hollows eliminieren statt sie zu reinigen und in die Soul Society zu schicken wie die Shinigami. Er hat gegenüber den Shinigami eine tiefe innere Abneigung, was auch Ichigo betrifft. Diese Einstellung ändert er aber im Laufe der Geschichte. So wird er zu einem Verbündeten und freundlichen Rivalen. Uryū handelt nach der Quincy-Ethik „Pride of the Quincy“ (dt. Stolz der Quincy), die ihm von seinem verehrten, aber schon verstorbenen Großvater Sōken (宗弦) vermittelt worden ist. Seinem Vater, Ryūken (竜弦), steht er nicht sehr nahe.
Uryus Fähigkeiten verändern sich in der Serie sehr stark. So hat er am Anfang noch den gewöhnlichen Bogen Kojaku, später den Sanrei-Handschuh, mit dem er das Limit seine Kräfte erreicht. Den Handschuh legt er aber während des Kampfes gegen Mayuri Kurotsuchi ab und erreicht für kurze Zeit die stärkste Form der Quincy: Quincy: Letzt Stil. Allerdings hat er dadurch seine Quincykräfte geopfert. Im Bount Arc benutzt er einen alten Quincy-Armreif, um wieder Quincykräfte benutzen zu können. Im Arrancar Arc werden seine Kräfte von seinem Vater wiederhergestellt und Uryū benutzt seitdem den speziellen Bogen Ginrei Kojaku, der 1200 Pfeile pro Sekunde schießt. Außerdem verfügt Uryū über weitere Quincywaffen. Darunter sind Seele Schneider und die Ginto (dt. Silbertuben) bekannt. In der finalen Saga schließt sich Uryū dem Vandenreich an und wird von Yhwach als sein Nachfolger ernannt.

### Renji Abarai
阿散井 恋次, Abarai Renji
Renji Abarai ist ein Shinigami mit dem Rang eines Vizekommandanten der 6. Kompanie, was ihn zum zweithöchsten Befehlshaber über eine Unterabteilung der „bewaffneten Truppen“ macht. Obwohl er anfangs seiner Verpflichtung folgt und im Kampf um Rukia als tödlicher Feind in Erscheinung tritt, gerät er zusehends in Konflikt mit seinem Gewissen, weil er mit Rukia seit den Anfängen seiner Laufbahn befreundet ist. Er ist sehr dreist, hat aber sehr großen Respekt vor den Fähigkeiten seines Vorgesetzten Byakuya, welchem er unbedingt den Rang ablaufen will. Außerdem stimmt er mit dessen strikt nach traditionellen Regeln ausgerichtetem Handeln nicht überein. In der Schlacht benutzt Renji immer sein Zanpakuto Zabimaru (蛇尾丸, dt. Schlangenschwanz). Außerdem ist er der einzige Vizekommandant, der auch noch über Bankai beherrscht, das den Namen Hihio Zabimaru trägt.

### Kisuke Urahara
浦原 喜助, Urahara Kisuke
Kisuke Urahara ist der Besitzer eines Ladens, der nützliche Utensilien für Shinigami verkauft. Wie man erfährt, ist er der ehemalige Kommandant der 12. Kompanie und Gründer der Forschungsabteilung. Kisuke ist ein sehr lockerer Mensch, der Ichigo und seine Freunde oft zur Weißglut treibt. Üblicherweise trägt er einen grün-weiß gestreiften Hut, einen Mantel und Sandalen, was ihm den Spitznamen Geta-bōshi (ゲタ帽子, dt. „Hut und Sandalen“ oder auch „Sandalenhut“) einbrachte. Wenn es darauf ankommt, kann Kisuke auch ernst werden und erweist sich als ein sehr starker Kämpfer. Laut Aizen hat Kisuke einen höheren Intellekt als er selbst. Sein Zanpakutō heißt Benihime (dt. blutrote Prinzessin).

## Shinigami
Die Shinigami sind seelenbasierte Wesen, deren Aufgabe es ist, die Seelen Verstorbener durch ein Ritual (魂葬, konsō) zur Soul Society zu transferieren. Solange die Seelen der Verstorbenen noch auf der Erde wandeln, sind sie leichte Opfer für die Hollows, welche sich unter anderem von diesen ernähren. So haben es sich die Shinigami auch zur Aufgabe gemacht, die Hollows zu bekämpfen. Innerhalb der Soul Society sind die Shinigami in 13 Schutztruppen organisiert, die jeweils von einem Kommandanten und einem Vizekommandanten geleitet werden.
In der Vergangenheit legten einige der Anführer auch ihr Amt nieder oder wurden aus der Soul Society verbannt. Einer von ihnen ist Kisuke Urahara (浦原 喜助, Urahara Kisuke), welcher früher der Kommandant der 12. Kompanie war. Er betreibt nun in der Welt der Menschen ein Geschäft für spirituelle Dinge aller Art und hilft Ichigo dabei, seine Kräfte als Shinigami besser zu kontrollieren, so dass er Herr über sein Zanpakutō (die Waffe eines Shinigami) wird. In dem Geschäft arbeiten Tessai Tsukabishi (握菱 テッサイ, Tsukabishi Tessai), ein groß gewachsener Mann mit einem noch größeren Sinn für Ordnung und die beiden Kinder Ururu Tsumugiya (紬屋 雨, Tsumugiya Ururu) und Jinta Hanakari (花刈 ジン太, Hanakari Jinta). Wobei Jinta immer auf der sehr schüchternen Ururu herumhackt.
Yoruichi Shihōin (四楓院 夜一, Shihōin Yoruichi) war einst die Anführerin der „Geheimpolizei“ der Shinigami und der 2. Kompanie. Sie hilft Ichigo und seinen Freunden in die Soul Society zu gelangen. Am Anfang nahm sie die Gestalt einer Katze an und brachte Ichigo bei ihrer Rückverwandlung gern in Verlegenheit. Yoruichi gibt sich dabei sehr freizügig und wird zum Gegenstand einiger Fanservice-Szenen.
Sie hegt außerdem eine sozusagen „romantische“ Beziehung zu Soi Fon.

### Kommandanten
Shigekuni Genryūsai-Yamamoto (山本元柳斎 重國, Yamamoto-Genryūsai Shigekuni)
Er ist der Oberbefehlshaber der 13 Schutzeinheiten sowie Kommandant der 1. Kompanie und Lehrmeister von Shunsui Kyōraku und Jūshirō Ukitake. Er ist ein sehr alter Mann und hält sich streng an die Regeln der Soul Society. Er gilt als der stärkste Shinigami des letzten Jahrtausends und ist trotz seines hohen Alters sehr muskulös. Sein Schwert heißt Ryūjin Jakka (dt. Fließende Feuerklinge) und ist das stärkste aller Zanpakutō. Er wird im Kampf gegen Yhwach getötet und sein Bankai wird ihm gestohlen.
Soi Fon (砕蜂, Suìfēng)
Sie ist die Kommandantin der 2. Kompanie und ein ehemaliges Mitglied der Leibgarde von Yoruichi Shihōin und hegte bis zu einer kämpferischen Auseinandersetzung mit ihr einen gewaltigen Groll gegen diese. Nach ihrer Niederlage verzeiht sie Yoruichi ihr spurloses Verschwinden. Ihr Zanpakutō heißt Suzumebachi (dt. Hornisse)
Wenn Yoruichi in ihrer Nähe ist, wird sie trotz allem schnell verlegen, was oft den Eindruck hinterlässt, dass sie zu ihr eine Yuri-Beziehung eingehen wolle. Ihrer ehemaligen Mentorin begegnet sie daher sehr höflich und überaus respektvoll.
Retsu Unohana (卯ノ花 烈, Unohana Retsu)
Sie ist die Kommandantin der 4. Kompanie und auf Heilkräfte spezialisiert. Sie ist eine schöne und sanfte, jedoch sehr bestimmende Frau, die manchmal eine etwas morbide und unheimliche Art an sich hat, die selbst die Raufbolde der 11. Kompanie zum Verstummen bringt. Ihr Zanpakutō heißt Minazuki. Obwohl sie sehr selten an Kämpfen teilnimmt und ihre Kompanie die schwächste ist, wird sie zu den stärksten Shinigami gezählt. Ihr früherer Name war Yachiru Unohana.
Wie sich später herausstellte, war sie die erste, die den Titel Kenpachi trug. Sie hat ursprünglich ein recht kalte und brutale Natur, lediglich Zaraki war ihr überlegen, welcher anschließend den Titel Kenpachi für sich beanspruchen konnte. Nach dem Angriff des Vandenreichs kämpfte Unohana mit Zaraki, damit dieser wieder zu seiner vollen Kraft gelangt. Im Laufe dieser Auseinandersetzung wird sie von ihm getötet.
Byakuya Kuchiki (朽木 白哉, Kuchiki Byakuya)
Er ist der Kommandant der 6. Kompanie und Oberhaupt einer der vier Adelsfamilien der Soul Society. Er ist ein sehr rationaler, kühler Mensch, der dem Gesetz treu folgt, seitdem seine Frau Hisana, Rukias ältere Schwester, starb. Auf Wunsch dieser hin nahm er Rukia in seine Familie auf und sollte sie als seine eigene Schwester beschützen. Gleichzeitig schwor er bei dem Grab seiner Eltern, dass er nie wieder gegen die Regeln der Soul Society verstoßen würde, auch wenn sie ihm selbst nicht als (vollständig) vernünftig erscheinen. Er fühlt sich in Ichigos Schuld, weil dieser ihm die Entscheidung abnahm, noch einmal zwischen dem Gesetz und dem Herzenswunsch eines Menschen wählen zu müssen. Sein Zanpakutō heißt Senbonzakura. Millionen von messerscharfen Kirschblütensplittern attackieren den Gegner bei Freisetzung.
Sajin Komamura (狛村 左陣, Komamura Sajin)
Er ist der Kommandant der 7. Kompanie, sein Aussehen ähnelt dem eines menschenähnlichen, gigantischen Fuchses. Um sein wahres Aussehen zu verstecken, trug er bis zum Kampf gegen Kenpachi Zaraki eine Maske. Er war ein guter Freund von Kaname Tōsen bis zu dem Tag, an dem dieser ihn und Soul Society verriet. Er wurde Shinigami, um Shigekuni Yamamoto-Genryūsai seine Ehre zu erweisen, da dieser (neben Tōsen, der ihn nicht sehen konnte) einer der ersten Menschen war, die ihn nicht wegen seines Aussehens verstießen. Sein Zanpakutō heißt Tenken, allerdings kämpft er fast immer mit dem Bankai, der stärksten Freisetzungsstufe des Zanpakutō.
Shunsui Kyōraku (京楽 春水, Kyōraku Shunsui)
Er ist der Kommandant der 8. Kompanie und ein ehemaliger Schüler von Shigekuni Yamamoto-Genryūsai. Er wirkt faul, verbringt den Tag mit Träumen und trinkt gern Sake, ist aber ein starker, loyaler Kämpfer und besitzt eine gute Menschenkenntnis. Allerdings hat er eine Schwäche für Frauen, insbesondere auch für seine Vizekommandantin Nanao Ise. Er war zusammen mit Jūshirō Ukitake einer von Yamamotos Schülern. Sein Zanpakutō heißt Katen Kyōkotsu.
Nach dem Tod von Yamamoto wurde er zum neuen Oberbefehlshaber der 13 Schutzeinheiten ausgewählt.
Tōshirō Hitsugaya (日番谷 冬獅郎, Hitsugaya Tōshirō)
Er ist der Kommandant der 10. Kompanie und der jüngste, der je ein solches Amt führte. Er ist sehr intelligent und verdächtigte zuerst Gin Ichimaru als Drahtzieher des Komplotts. Seine Kindheitsfreundin Momo Hinamori würde er mit seinem Leben beschützen, ist aber für sein Alter von kleiner Statur und wird immer wieder wie ein Kind behandelt, was er absolut nicht leiden kann. Sein Zanpakuto heißt Hyōrinmaru (dt. „gefrorener Eisring“) und erscheint in Form eines gigantischen Eisdrachens mit der Macht, über Himmel und Wetter zu herrschen. Es ist das stärkste Eis-Zanpakutō überhaupt.
Kenpachi Zaraki (更木 剣八, Zaraki Kenpachi)
Er ist der Kommandant der 11. Kompanie und der einzige Kommandant, der weder den Namen seines Zanpakutō kennt noch seine Freisetzung ermöglichen kann. Den Namen Zaraki Kenpachi gab er sich selbst. Er ist aus den Worten „Zaraki“, der Name eines Bezirks in Rukongai – die Slums der Soul Society – aus dem er kommt, und „Kenpachi“, ein Titel, der dem stärksten Schwertkämpfer zusteht, zusammengesetzt. In seinen Auseinandersetzungen verlässt er sich gänzlich auf seine Kraft und die Härte seines Körpers; er erscheint sehr ungehobelt und brutal, neigt aber dazu, seine Gegner zu belehren und ihnen eine zweite Chance zu geben.
Es stellt sich heraus, dass er in jungen Jahren bereits gegen Unohana – während ihrer Zeit als erster Kenpachi – kämpfte und ihr sogar überlegen war. Anschließend hat er seine Kraft stark heruntergeschraubt, damit er mehr Spaß am Kämpfen haben konnte. Nach dem Angriff des Vandenreichs fängt Unohana einen Kampf mit ihm an, damit er seine ursprüngliche Kraft komplett zurückerhält. Mit jeder Niederlage, die er gegen Unohana erleidet, kehrt ein Bruchteil seiner Kräfte zurück. Am Ende dieses Kampfes tötet Zaraki sie. Ab diesem Zeitpunkt kann auch er die Stimme seines Zanpakutōs hören.
Mayuri Kurotsuchi (涅 マユリ, Kurotsuchi Mayuri)
Er ist der Kommandant der 12. Kompanie und Chef der Forschungsabteilung. Er hat ein seltsames und immer wechselndes Aussehen, was von seinen an sich selbst durchgeführten, Experimenten herrührt. Aufgrund dieser Experimente und Erfindungen, hat er mitunter sehr ungewöhnliche Kampftechniken. Sein Zanpakutō heißt Ashisogi Jizō. Er bezeichnet Wesen mit besonderer Stärke gerne als „Testobjekte“ und besitzt sehr makabere Charakterzüge. Er ist ein Wissenschaftler, der die Perfektion hasst, da Perfektion keine Verbesserung zulässt.
Jūshirō Ukitake (浮竹 十四郎, Ukitake Jūshirō)
Er ist der Kommandant der 13. Kompanie und somit Rukias Vorgesetzter. Er ist ein ehemaliger Schüler von Shigekuni Yamamoto-Genryūsai und ein sehr intelligenter, ruhiger Mann der seine Untergebenen schätzt. Er leidet an einer der Tuberkulose ähnlichen Krankheit, da er fortwährend hustet und auch Blut zum Vorschein kommt. Sein Zanpakutō heißt Sōgyo no Kotowari.

### Vizekommandanten
Chōjirō Sasakibe (雀部 長次郎, Sasakibe Chōjirō)
Er ist der Vizekommandant der 1. Kompanie, und das schon seit mehr als 110 Jahren. Er hat von den Vizekommandanten die seltensten und kürzesten Auftritte, weshalb er kaum wahrgenommen wird. Sogar sein Zanpakutō Gonryōmaru ist davon genervt. Weil Sasakibe kaum als aktiver Kämpfer in Erscheinung tritt, sind seine Fähigkeiten unbekannt.
Beim ersten Eintreffen der Mitglieder des Vandenreichs wurde ihm sein Bankai gestohlen und getötet.
Marechiyo Ōmaeda (大前田 希千代, Ōmaeda Marechiyo)
Er ist der Vizekommandant der 2. Kompanie, wie sein Vater Marenoshin es zuvor war. Marechiyo wird von seiner Kommandantin meistens grob und zu streng behandelt und muss daher viele Schläge von ihr einstecken, vor allem, weil sie ihn oft für inkompetent hält und auch als hässlich empfindet. Trotz allem ist er ein treuer Untergebener, der seine Ängste überwinden kann. Das fette und dümmlich wirkende Aussehen Marechiyos ist trügerisch, denn er ist intelligent und seine Stärke liegt in der Geschwindigkeit. Sein Zanpakutō heißt Gegetsuburi.
Izuru Kira (吉良 イヅル, Kira Izuru)
Izuru ist der Vizekommandant der 3. Kompanie. Er ging zusammen mit Renji und Momo in dieselbe Klasse der Shinigami-Akademie und sie wurden alle von Sōsuke Aizen entdeckt, als eine Gruppe Huge Hollow eine Klasse Lehrlinge angriffen. Die drei wurden später in die 5. Kompanie geholt, Izuru und Renji wechselten später in andere Kompanien, sodass Izuru am Ende der Vizekommandant von Gin Ichimaru wurde, den er sehr respektierte. Seit seinem Verrat ist er zutiefst enttäuscht von ihm, dennoch versucht er seine Kompanie zusammenzuhalten. Er ist kein besonders froher Mensch und ist der Meinung, dass Kämpfe keinen Spaß machen sollten, sondern sie nur Verzweiflung bringen. Laut seiner Auffassung, präsentiert er von seiner Kompanie die Verzweiflung am besten; so heißt sein Zanpakutō auch Wabisuke, mit der er das Gewicht eines getroffenen Objektes bzw. Körperteils mit jedem Treffer verdoppelt, sodass der Gegner in die Knie gezwungen wird und dann durch die eckige Form des Schwertes geköpft wird.
Isane Kotetsu (虎徹 勇音, Kotetsu Isane)
Isane ist die Vizekommandantin der 4. Kompanie. Sie ist eine groß gewachsene Frau (was ihr auch zu schaffen macht) und erleidet oft skurrile Alpträume. Jedoch kriegt sie die Zuwendung ihrer Kommandantin, ebenso wird sie oft von ihrer jüngeren Schwester Kiyone besucht. Außerhalb von Missionen ist sie eher eine unsichere Person, sie beherrscht jedoch hochrangiges Kidō und ist eine sehr gute Heilerin; ihr Zanpakutō heißt Itegumo.
Momo Hinamori (雛森 桃, Hinamori Momo)
Momo ist die Vizekommandantin der 5. Kompanie. Sie ging mit Renji und Izuru in dieselbe Klasse der Akademie und war schon lange eine Bewunderin von Sōsuke Aizen. Momo ist die einzige von ihnen, die in der 5. Kompanie geblieben ist und hatte hart trainiert, um Aizens Vizekommandantin zu werden. Dies schaffte sie auch und sie wurde auch zu einer Kidōmeisterin.
Aizen nutzte ihre Bewunderung und ihre Loyalität aus, um sie auf ihren Kindheitsfreund Tōshirō Hitsugaya zu hetzen und sie wurde von Aizen selbst fast erstochen. Als sie sich von ihrer Verletzung erholt hat, kämpft sie in der Schlacht um Karakura zusammen mit Rangiku Matsumoto gegen die drei Fracciónes von Tier Harribel, jedoch wird sie dabei schwer verletzt. Während der Schlacht gegen Aizen, haben Momo und er plötzlich die Plätze getauscht und sie wird aus Versehen von Tōshirō äußerst schwer verletzt. Dennoch hat sie knapp überlebt.
Ihr Zanpakutō heißt Tobiume.
Tetsuzaemon Iba (射場 鉄左衛門, Iba Tetsuzaemon)
Tetsuzaemon Iba ist der Vizekommandant der 7. Kompanie. Er ist seinem Kommandanten treu ergeben und würde alles für ihn machen. Optisch hat Tetsuzaemon das Aussehen eines japanischen Gangsters, jedoch ist er eine nette Person. Bis jetzt hat er kaum gekämpft und obwohl das Shikai seines Zanpakuto bekannt ist, ist der Name immer noch unbekannt. Tetsuzaemon ist der Präsident der Organisation der Shinigami-Männer, jedoch ist die Organisation nicht gerade erfolgreich.
Nanao Ise (伊勢 七緒, Ise Nanao)
Nanao Ise ist die Vizekommandantin der 8. Kompanie. Sie ähnelt oftmals wie eine Sekretärin und muss ihren oft faulen Kommandanten mehrmals ermahnen. Als kleines Mädchen war ihr Vorbild Lisa Yadōmaru, die vorherige Vizekommandantin der 8. Kompanie, die ihr jeden Abend aus einem Buch vorgelesen hat, bis zu der Nacht, als sie verschwand. Nanao ähnelt Lisa in vielen Punkten, jedoch ist sie viel diskreter. Der Name ihres Zanpakutō ist noch unbekannt. Nanao ist die Vizepräsidentin der Organisation der Shinigami-Frauen und ist dort meistens für die Tagesordnung verantwortlich.
Shūhei Hisagi (檜佐木 修兵, Hisagi Shūhei)
Shūhei Hisagi ist der Vizekommandant der 9. Kompanie. Vor 100 Jahren traf er als Kind auf Kensei Muguruma, der ihn vor einem Hollow rettete. Als Shūhei die tätowierte „69“ auf seine Brust sah, tätowierte er sie sich auch auf seinem Gesicht. Zu Renjis, Izurus und Momos Akademiezeit wurde Shūhei von einem Hollow verletzt und hat seitdem eine Narbe. Seit diesem Tag fürchtet er sich schrecklich vor dem Kampf, aber sein Kommandant Kaname Tōsen erklärte ihm, dass man sich nun mal vor dem Kampf fürchten müsse, denn diejenigen, die sich nicht vor ihrem Schwert fürchten, sind es nicht wert, eines zu tragen. Diese Philosophie hat Shūhei von seinem Kommandanten übernommen, umso enttäuschter ist er von dessen Verrat. Im letzten Kampf gegen Tōsen besiegt dieser Komamura, wird jedoch selbst von Shūhei von hinten erstochen. Kurz vor dessen Tod erkannte der ehemalige Kommandant die Fehler, die er gemacht hatte und versöhnte sich mit seinen alten Freunden.
Sein Zanpakutō heißt Kazeshini.
Rangiku Matsumoto (松本 乱菊, Matsumoto Rangiku)
Rangiku ist die Vizekommandantin der 10. Kompanie. Sie ist die Kindheitsfreundin von Gin Ichimaru und sie hatten eine romantisch wirkende Beziehung zueinander. Rangiku ist eine schöne Frau mit auffällig großen Brüsten und ist oft in Fanservice-Szenen zu sehen. Obwohl sie sich vor ihrer Arbeit mit Dokumenten drückt, erledigt sie Missionen sehr gewissenhaft. Zwar bringt sie ihren Kommandanten oft zur Weißglut, haben aber dennoch eine gute Beziehung. Es ist sogar Rangiku gewesen, die Hitsugaya empfohlen hatte, ein Shinigami zu werden, der später ihr Kommandant wurde. In der Vergangenheit wurde sie von Untergebenen Aizens angegriffen, was Gin dazu brachte, sich für Rangiku zu rächen.
Ihr Zanpakutō heißt Haineko.
Yachiru Kusajishi (草鹿 やちる, Kusajishi Yachiru)
Yachiru ist die Vizekommandantin der 11. Kompanie. Obwohl sie noch ein kleines Mädchen ist, hat sie einen enormen spirituellen Druck und hält ohne Probleme Kenpachis stand. Yachiru und Kenpachi sind fast immer zusammen und haben eine Vater-Tochter-ähnliche Beziehung. Als Kind ist sie noch sehr verspielt und gibt fast jeden, den sie kennt, einen oder mehreren Spitznamen; so nennt sie ihren Kommandanten immer Ken-chan. Yachiru verlor ihre Eltern schon als Kleinkind und sie kam vom zweitschlimmsten Ort von Rukongai, nämlich Kusajishi. Kenpachi nahm sie auf seinen Reisen auf und gab ihr und ihm ihre Namen.
Yachiru hat bis jetzt noch nicht gekämpft, allerdings hat sie einige Male ihre Stärke gezeigt. Sie ist die Präsidentin der Organisation der Shinigami-Frauen.
Nemu Kurotsuchi (涅 ネム, Kurotsuchi Nemu)
Nemu Kurotsuchi ist die Vizekommandantin der 12. Kompanie. Sie ist aus den Zellen von ihrem Kommandanten erschaffen und ist dessen Tochter. Ihr Schöpfer behandelt sie jedoch schlecht und trotz Misshandlungen, ist sie ihm sehr treu ergeben. Nemu ist sehr introvertiert, wirkt fast gefühlskalt oder menschenfremd. Mayuri nutzt Nemus Körper oft für Experimente, so „lagert“ er in ihr Drogen oder fügt ihr neue Körperfunktionen zu. Da Nemu bis jetzt nur mit ihrem Körper statt mit ihrem Zanpakutō gekämpft hat, ist der Name ihres Schwertes unbekannt.
Kaien Shiba (志波 海燕, Shiba Kaien)
Kaien Shiba ist der verstorbene Vizekommandant der 13. Kompanie. Im Moment wird er von den 3. Offizieren Kiyone Kotetsu und Sentaro Kotsubaki vertreten. Er war der ältere Bruder von Kukaku und Ganju und der Mentor von Rukia, den sie mit Kaien-dono ansprach. Kaien war mit einer Shinigami namens Miyako verheiratet, die aber von dem Hollow Metastacia getötet wurde. Während Kaien versuchte, Metastacia mit bloßen Händen zu töten, hat dieser dessen Körper übernommen. Als er Rukia angriff, erstach sie ihn aus Reflex und Kaien freute sich, dass er ihr Herz bei ihr lassen konnte. Durch Metastacias Tod kamen dessen und Kaiens Körper zurück nach Hueco Mundo, wo sie von Aaroniero Arruruerie gegessen wurden. Der Espada erlangte so über Metastacias Fähigkeiten samt Kaiens Körper, Fähigkeiten, Wissen, Erinnerungen und seinem Zanpakutō Nejibana. Später, nach vielen Jahren, wird sein Posten des Vizekommandanten von Rukia übernommen.

### Weitere Shinigami
Ikkaku Madarame ist der 3. Offizier der 11. Kompanie und ist dort der zweitstärkste Mann, der sogar das Bankai beherrscht, was er aber geheim hält. Ähnlich wie seinem Kommandanten ist Ikkaku extrem kampflustig und lässt keine Gelegenheit aus, einen Kampf zu bestreiten und zu beenden. So flüchtet er niemals vor einem Gegner, auch wenn es sein Tod bedeuten würde. Nach der Niederlage beim ersten Treffen mit Kenpachi Zaraki, beschloss er, für ihn zu kämpfen. Wie jeder andere hält er sich strikt an den Regeln der 11. Kompanie, weshalb er jeden, den er bekämpft, seinen Namen preisgibt, weil der Getötete dann Namen seines Mörders kennen solle. Laut Renji Abarai ist Ikkaku stark genug, um den Rang eines Kommandanten zu tragen, allerdings behält Ikkaku seine versteckte Kraft (das Bankai) geheim, weil es sein Wunsch ist, unter der Führung von Kenpachi Zaraki zu sterben. Nur wenige wissen über sein Bankai. Ikkakus Markenzeichen sind seine strahlende Glatze, sein Glückstanz und sein Kampfstil auch mit der Schwertscheide zu kämpfen. Sein Zanpakutō heißt Hozukimaru.
Yumichika Ayasegawa ist der 5. Offizier der 11. Kompanie und Ikkakus engster Freund. Er und Ikkaku lebten und reisten gemeinsam in Rugonkai und traten gemeinsam der Gotei 13 bei. Im Gegensatz zu Ikkaku ist Yumichika äußerst narzisstisch veranlagt und ist auf seine eigene Schönheit fixiert und er verabscheut alles Hässliche. Das spiegelt sich auch in seinem Rang wider, denn er wollte ursprünglich Ikkakus Position, weil er das Schriftzeichen für 3 als schön empfand, entschied sich aber für den Rang des 5. Offiziers, da das Schriftzeichen der 5 der 3 ähnelte und er das Schriftzeichen der 4 hässlich findet. Trotz des Kontrastes seiner Persönlichkeit und der Natur der 11. Kompanie, ist er ihr gegenüber äußerst treu. Das geht sogar so weit, dass er den wahren Namen und die wahren Fähigkeiten seines Zanpakutos Ruriiro Kujaku geheim hält, da es sich um ein Kidō-Zanpakuto handelt und die 11. Kompanie Kidō hasst und deshalb befürchtet Yumichika, von der Kompanie ausgestoßen zu werden, falls das bekannt werden würde. So nennt er sein Zanpakuto stattdessen Fuji Kujaku, weil es diesen Namen hasst und so dessen wahren Fähigkeiten nicht offenbart. Yumichika würde lieber den Tod wählen, als seine Fähigkeiten offen preiszugeben, weshalb er seine wahren Kräfte nur dann zeigt, wenn niemand es bemerkt.
Hanatarō Yamada ist der 7. Offizier der 4. Kompanie, der die anderen Charaktere mit seinem Wissen und Heilungskräfte unterstützt. Er ist überaus ängstlich, hat jedoch mehrmals seinen Mut und seine Entschlossenheit bewiesen. So beschloss er gemeinsam mit Ichigo, Rukia zu retten, da diese ihn während ihrer Gefangenschaft nett behandelte. Hanatarō kennt sich gut ihn der Kanalisation von Seireitei aus, wo er die anderen Charaktere oft führen kann und sie dort heilt. Sein Zanpakutō heißt Hisagomaru, was Wunden heilen kann. Wenn es genug Wunden geheilt hat, kann es dann einen mächtigen Schlag mit großer Zerstörungskraft entfachen.

## Antagonisten

### Sōsuke Aizen
(藍染 惣右介, Aizen Sōsuke)
Er ist der ehemalige Kommandant der 5. Kompanie und Drahtzieher des Komplotts um die Soul Society. Er hat gemeinsam mit Gin Ichimaru und Kaname Tosen die Soul Society verlassen. Eine freundliche Art vortäuschend, bedeutet ihm das Leben seiner Untergebenen gar nichts; er schreckt nicht davor zurück, diese für seine Pläne zu Opfern. Auch ist er der Anführer seiner Arrancar-Armee, deren Mitglieder fast alle von ihm in Arrancar verwandelt wurden. Sein Plan ist es, den Königsschlüssel zu erschaffen und dann den König der Soul Society zu stürzen. Dafür muss Aizen mit Hilfe des Hōgyokus – ein spirituelles Objekt, geschaffen von Kisuke Urahara – die Einwohner von Karakurastadt, den Heimatort von Ichigo, opfern. Aizen ist mit einer sehr großen Stärke und sehr hohem Intellekt ausgestattet, weshalb er bis zu seinem finalen Kampf gegen Ichigo, für geradezu unbesiegbar gilt.
Sein Zanpakutō trägt den Namen Kyōka Suigetsu und er ist damit in der Lage, alle fünf Sinne eines Wesens komplett zu täuschen – dazu muss man jedoch erst die Freisetzung dessen mit eigenen Augen sehen. Später verschmilzt sich Aizen mit dem gestohlenen Hōgyoku und verwandelt sich dadurch mehrmals. Nur Ichigo schafft es, durch die Kraft des ultimativen Getsuga Tenshō, Aizen zu besiegen. Davon geschwächt, wird Aizen von Kisuke versiegelt, ebenso hat das Hōgyoku ihn nicht mehr als seinen Meister akzeptiert. Weil Aizen aber wegen seiner Stärke so gut wie unsterblich ist, wird er für 20.000 Jahre (vorher noch 18.800 Jahre) in der achten Ebene der Hölle verbannt.

### Aizens Untergebene
Gin Ichimaru (市丸 ギン, Ichimaru Gin) Er ist der ehemalige Kommandant der 3. Kompanie und ein Jugendfreund von Rangiku Matsumoto. Er verlässt gemeinsam mit Sōsuke Aizen und Kaname Tosen die Soul Society. Aufgrund seines ständig fortwährenden Grinsens sind seine Absichten schwer zu durchschauen. So wird er beispielsweise schnell als Drahtzieher des scheinbaren Mordes an Aizen verdächtigt, obwohl Aizen selbst die Fäden zog.
Da seine Kindheitsfreundin Rangiku Matsumoto von Aizens Untergebenen angegriffen wurde, beschließt Gin, sie zu rächen. So schloss er die Shinigami-Akademie innerhalb eines Jahres ab und wurde zu Aizens rechter Hand. Dieser wusste jedoch von Gins Absichten, hielt es aber für unmöglich, von ihm getötet zu werden. Nach Jahren hat Gin die Schwäche von Aizens Shikai herausgefunden und wartete auf einen günstigen Augenblick.
Er täuschte die ganze Soul Society und dessen Verbündete und Feinde, dass er auf Aizens Seite steht. In der Schlacht gegen Aizen konnte er Aizen schließlich verraten, tötete diesen fast und stahl ihm das Hōgyoku. Jedoch holte Aizen es sich sofort zurück und tötete Gin. Vor seinem Tod weint Rangiku noch um ihn und Ichigo ist im Kampf gegen Aizen zurückgekehrt. Froh darüber, sich bei Rangiku entschuldigt zu haben und dass Ichigo seine Entschlossenheit zurückbekommen hat, überlässt er diesem den Rest. Sein Schwert trägt den Namen Shinsō (dt. Heiliger Speer).
Kaname Tōsen, ist der ehemalige, blinde Kommandant der 9. Kompanie und hat gemeinsam mit Sōsuke Aizen und Gin Ichimaru die Soul Society verlassen. Er hat einen starken Gerechtigkeitsdrang und ist überzeugt, dass der von ihm gewählte Weg der Richtige sei. Im Kampf gegen seinen ehemaligen Freund Sajin Komamura, erklärt er, dass Rache an die Shinigami, sein Beweggrund ist. Tōsen hatte eine Freundin, die er für ihren Gerechtigkeitssinn sehr bewunderte. Sie wurde eine Shinigami, wurde aber wegen eines Streites von ihrem Mann getötet. Geplagt davon, dass sie eines erbärmlichen Todes gestorben ist, nam Tōsen ihr Zanpakutō auf ihrem Grab und wurde Shinigami, um sich später zu rächen. Er und Komamura wurden Freunde; Aizen nam ihn als Untergeben auf, sodass Tōsen später seinen Kommandanten Kensei Muguruma verriet und selbst Kommandant wurde. Seinen Vizekommandanten Shuhei Hisagi lehrte er seine Philosophie, der ihn sehr bewunderte.
In seinem letzten Kampf, zeigt Tōsen seine Hollowkräfte und vollzieht seine Resurrección Grillar Grillo, wodurch er sein Augenlicht erlangte. Zwar besiegte er Komamura, wurde jedoch von Shuhei von hinten erstochen. Kurz vor seinem Tod, hat er seine Fehler eingesehen und sieht noch ein letztes Mal die Gesichter seiner Freunde. Sein Zanpakutō, das seiner Freundin gehörte, heißt Suzumushi (dt. Heuschrecke); somit ist Tosen der einzige Shinigami, der ein fremdes Zanpakutō meisterte.

### Hollow
Hollow sind böse Seelen, die für Menschen mit nur wenig Reiatsu nicht zu sehen sind. Sie greifen Seelen,  Shinigami und Quincy aber unter anderem auch Menschen mit hohem Reiatsu an und fressen sie, um am Leben zu bleiben. Hollow entstehen entweder dadurch, dass sie vor ihrem Ableben „Sünden“ begangen haben, dass eine normale Seele von anderen Hollow zu einem Hollow gemacht werden oder wenn ihre Seele nicht von den Shinigamis nach Soul Society gebracht werden. Letzteres ist mit Inoues bedauernswerten Bruder passiert, welcher von Grand Fisher zu einem Hollow gemacht wurde um Ichigo auszuschalten.
Die Hollow werden von den Shinigami gejagt und getötet, da sie unter anderem das Gleichgewicht der Seelen, die in Soul Society und in der realen Welt existieren, gefährden.
Grand Fisher war ein sehr bösartiger und gefährlicher Hollow, welcher schon einige Shinigami und Ichigos Mutter getötet hat. Er hegt aus unerklärtem Grund ein Groll gegen Ichigo und wird deswegen sogar zu einem zwar unvollendeten aber dennoch gefährlichem Arrancar. Er wird von Isshin Kurosaki getötet, als der an Grand Fisher für den Mord an seiner Frau Rache nahm.

#### Menos Grande
Menos Grande sind extrem starke Hollow, die in drei „Kategorien“ eingeteilt sind.
Gillian sind die ersten Menos Grande und sehen alle gleich aus. Sie entstehen, wenn mehrere Hollow anfangen, sich gegenseitig anzugreifen und aufzufressen. Die Gillian sind extrem dumm und haben keine eigene Persönlichkeit (es gibt jedoch Ausnahmen!).
Adjuchas sind die zweiten Menos Grande und haben alle das Aussehen von Tieren. Falls einer der Hollow, aus denen sich ein Gillian zusammensetzt, einen großen Überlebensdrang besitzt, übernimmt sein Geist den des Gillians und er beginnt wiederum die um ihn lebenden Gillian zu fressen. Dabei kann es dazu kommen, dass der Gillian sich zu einem Adjuchas entwickelt.
Vastro Lorde sind die dritten, letzten und stärksten Menos Grande und scheinen ein menschenähnliches Aussehen zu haben, was jedoch ungewiss ist, da man bisher nur zwei Vastro Lorde gesehen hat, nämlich Baraggan Louisenbairrn, als jener noch König von Hueco Mundo war, und Tier Harribel, vor ihrer Zeit in Aizens Arrancaraarmee in der sie ihre spätere Fraccion „zusammenruft“. Die Vastro Lorde sind nur sehr selten, weshalb Aizen in ganz Hueco Mundo nur vier Vastro Lorde fand. Wie bei den Adjuchas werden Vastro Lorde erst „entwickelt“.

#### Arrancar
Arrancar sind Hollow, die shinigamiähnliche Kräfte, menschliches Aussehen und enorme Fähigkeiten erlangt haben, nachdem ihre Hollowmasken auf natürliche Weise, die nicht während eines Kampfes passiert sind, zerbrochen wurden. Äußerliche Charakteristika wie die Überreste der Maske und Hollowloch sind noch vorhanden (bei letzterem gibt es Ausnahmen). Arrancar haben ebenfalls Zanpakuto, die sie wie Shinigami befreien können. In diesen leben aber keine Geister, sondern ruhen die verborgenen Hollowkräfte der Arrancar, sodass eine Befreiung, genannt Resurrección, eine Verwandlung eines Arrancars ist, der seinem früheren Hollow selbst ähnelt.
Arrancar sind in Hueco Mundo selten, allerdings hat Aizen mit Hilfe des Hogyoku eine eigene Armee Arrancar erschaffen, von denen die zehn Stärksten Arrancar Espada genannt werden und nach ihren Rängen dementsprechend nummeriert (0-9 bzw. 1-10); die anderen erschaffenen Arrancar werden Los Números (von 11-99) genannt, da sie nach Alter sortiert werden, also von dem Zeitpunkt aus, als sie zu Arrancar wurden. Espada haben zwar ihre Autorität unter den Los Números, können aber nur Fracción befehligen, also Los Números, die sie sich ausgesucht haben, die sie befehligen können.

##### Espada
Yammy Llargo ist der Décima Espada, der aber während seiner Resurrección zum Cero Espada wird. Er ist ein stereotypischer sehr großer Charakter mit großer Körperkraft, aber geringer Intelligenz. Yammy ist grob, brutal, vulgär und hält wenig von seinen Kollegen. Selbst Ulquiorra Cifer, mit dem er zusammengearbeitet hat, beleidigte er nach dessen Tod. Mit seiner versiegelten Kraft, ist er der schwächste Espada. Aber durch die Kraft, die er durch Schlafen und Essen konserviert, wird er nach seiner Resurrección zum stärksten aller Espada. Der Espada ist außerdem Besitzer eines Hollow/Arrancar-Hundes mit der Nummer 35, der sehr loyal zu seinem Besitzer ist. Yammy ist der Espada mit den meisten (wenn auch kurzen) Kämpfen und stirbt letztendlich nach dem Kampf gegen Kenpachi Zaraki und Byakuya Kuchiki. Seine Resurrección heißt Ira (dt. Zorn) und sein Todesaspekt ist der Zorn.
Coyote Starrk ist der Primera Espada, allerdings wurde er nicht wie die anderen Espada von Aizen zum Arrancar gemacht, sondern wurde vor seiner Zeit in Aizens Armee zu einem Arrancar, indem er seine Seele teilte und daraus zwei Arrancar entstanden: Coyote Starrk und Lilynette Gingerbuck. Starrk ist sehr faul und schläft immer in seiner Freizeit und ist ein bisschen miesgelaunt. Jedoch erledigt er seine Aufgaben gewissenhaft, auch wenn diese ihn nerven. Zu Lilynette hat er eine Art geschwisterliches Verhältnis, doch das Arrancar-Mädchen ist das genaue Gegenteil von ihm, da diese sehr energisch und sehr motiviert zu sein scheint. So kommt es oft zu kleineren Streitereien, doch das Verhältnis der beiden ist sehr eng, da sie wegen ihrer Stärke sehr einsam waren und die Schwachen beneideten. Schließlich trifft Starrk auf den gleich starken Shunsui Kyōraku, der ihn tötet. Da beide eine ähnliche Lebenseinstellung haben, kamen sie, obwohl sie Feinde waren, gut miteinander aus und machten sich gegenseitig Komplimente zu den sehr starken Attacken ihres jeweiligen Gegners. Vor seinem Tod, hat Starrk erkannt, dass er doch nicht alleine war, da die anderen Espada an seiner Seite waren. Seine gemeinsame Resurrección mit Lilynette heißt Los Lobos (dt. Die Wölfe) und sein Todesaspekt ist die Einsamkeit. Er ist ein Experte des Cero, dem Hollow-Blitz; so braucht er keine bestimmte Pose oder Körperteil für das Abschießen des Cero.
Baraggan Louisenbarn ist der Segunda Espada und der ehemalige König von Hueco Mundo. Mit dem Aussehen eines alten Mannes, wirkt er sehr autoritär und befehligt sechs Fraccións, die jedoch alle im Kampf gestorben sind. Der arrogante, aber sehr stolze Espada sieht in meistens Personen nichts als Insekten und er hasst Aizen über alles, der ihn vor vielen Jahren entthronte und zu seinem Untergebenen machte. Deshalb hat Baraggan sich geschworen, sich an Aizen zu rächen. Mit der Fähigkeit, alles verrotten zu lassen, gehört er zu den gefährlichsten Espada, jedoch wird diese Fähigkeit gegen ihn eingesetzt, sodass er stirbt. Seine Resurrección heißt Arrogante (dt. Arroganz) und sein Todesaspekt ist das Alter bzw. die Zeit.
Tia Harribel ist die Tres Espada. Sie verdeckt ihre untere Gesichtshälfte immer mit einem hohen Kragen, doch darunter ist lediglich ihre Hollowmaske. Harribel ist eine sehr ruhige und ernste Persönlichkeit, die sich von nichts gefallen lässt. Ihre drei Fraccións sind ihr gegenüber sehr loyal, auch hängt ihr selbst viel an ihnen. Um ihre Mitstreiterinnen zu beschützen, ist sie Aizens Armee beigetreten, um so mehr Stärke zu erhalten. Obwohl sie sehr loyal gegenüber Aizen war, attackiert dieser sie plötzlich, da er sie nicht mehr brauchte. So greift sie Aizen wütend an, wird jedoch von ihm niedergestreckt. Im dritten Databook von Tite Kubo erfährt man, dass Harribel und ihre Fracción überlebt haben und nach Hueco Mundo zurückgekehrt sind. Harribels Resurrección heißt Tibúron (dt. Hai), wodurch Harribels Gesicht offenbart wird und sie große Mengen an Wasser kontrollieren kann. Ihr Todesaspekt ist die Selbstopferung.
Ulquiorra Cifer/Schiffer ist der Quadro Espada und einer von Ichigos stärksten Rivalen. Der sehr ruhige, aber redselige Espada sieht in den Shinigami und Menschen nichts als Müll und ist der Meinung, dass das Herz nicht existiert. Gegenüber Aizen ist er sehr loyal und führt oft wichtige Missionen für ihn. Ulquiorra ist herzlos, gefühlskalt und hat wegen seiner weißen Haut ein gespenstiges Aussehen.
In der Handlung, wird er der Entführer von Orihime Inoue, deren Verhältnis tiefsinnig ist. In seinen Kämpfen gegen Ichigo, ist er überaus dominant und tötet ihn fast jedes Mal. Doch als Ichigo seine zweite Hollowform erreicht, stirbt der Espada durch die Folgen seiner schweren Verletzungen. Im Sterben, zeigt Ichigo ihm gegenüber Menschlichkeit und bei seiner letzten Frage an Orihime, erfährt der Espada, was ein Herz wirklich ist. Seine Resurrección heißt Murciélago (dt. Fledermaus) und sein Todesaspekt ist der Nihilismus. Außerdem hat Ulquiorra die zweite Stufe der Resurrección erreicht: die Resurrección: Segunda Etapa. Diese Stufe hat außer ihm scheinbar noch keiner erreicht und soll selbst Aizen unbekannt sein, was jedoch zweifelhaft ist, da Aizen jegliche Dinge, die passierten, kontrolliert hat.
Nnoitra Gilga ist der Quinto Espada. Der sehr große und schlanke Arrancar mit einem breiten Grinsen trägt eine auffällige große Waffe mit sich rum, die sogar größer ist, als er selbst. Nnoitra liebt das Kämpfen über alles; er ist brutal, vulgär, kämpft unfair und zeigt in seinen Kämpfen sowohl einen großen Spaß als auch Verzweiflung. Er ist der Espada mit dem stärksten Hierro, der Eisenhaut der Arrancar, und bezeichnet sich trotz seines Ranges als den stärksten Espada.
Zu seiner Zeit als Octava Espada, hat er immer wieder gegen die damalige Tres Espada, Nelliel Tu Odelschwanck, gekämpft und verloren. Zusammen mit Szayelaporro Granz hat er sie schließlich mit einem unfairen Trick besiegt und sie gemeinsam mit ihrer Fraccións aus Las Noches geworfen.
Nachdem Ichigo Grimmjow Jaegerjaques besiegt hat, greift er die beiden sofort an. Nach seinen Eins-zu-Eins-Kämpfen gegen Ichigo, Nelliel und Kenpachi Zaraki, stirbt der Espada genauso, wie er es sich immer gewünscht hatte: im Kampf sterbend, bevor sein Körper auf den Boden aufkommt. Seine Resurrección heißt Santa Teresa (dt. Gottesanbeterin) und sein Todesaspekt ist die Verzweiflung. Außerdem hat er eine Fracción, Tesra Lindocruz.
Grimmjow Jaegerjaques ist der Sexta Espada und ein Rivale von Ichigo. Der blauhaarige Arrancar ist der älteste von Aizens erschaffenen Arrancar, auch wenn man seinem jungen Aussehen nicht anmerkt. Grimmjow ist grob, rücksichtlos, streitsüchtig, aber dennoch intelligent. Grimmjow hat insgesamt fünf Fraccións, die ihn schon zu ihrer Hollowzeit noch ergeben waren. Der Sexta Espada hat eine große Rivalität gegenüber Ichigo und hat drei große Kämpfe gegen ihn, wobei er im letzten verliert. Grimmjows Kampfstil ist besonders im waffenlosen Kampf ausgelegt, weshalb er eine sehr hohe Körperkraft und eine hohe Geschwindigkeit verfügt. Er hat einen Groll gegen Ulquiorra und kann Aizen nicht wirklich leiden.
Nach seinem ersten Kampf gegen Ichigo, bestrafte ihn Kaname Tōsen dadurch, dass er ihm den linken Arm abschneidet und verbrennt, was zu Grimmjows Verlust seines Espada-Ranges führte. In seinem zweiten Kampf gegen Ichigo, kämpft er mit nur einem Arm gegen den maskierten Ichigo, kann jedoch durch den Verlust dessen Maske noch gewinnen. Durch Orihime Inoues Kräfte hat Grimmjow seinen Arm zurückbekommen und tötet daraufhin seinen Ersatz, Luppi Antenor. In seinem letzten Kampf gegen Ichigo, kämpfen beide mit ihrer vollen Stärke gegeneinander. Davor hat Grimmjow jedoch gegen Aizens Befehle agiert, weshalb er und Ulquiorra eine kleine Auseinandersetzung hatten. Nach Grimmjows Niederlage zeigt Ichigo ihm gegenüber Gnade und hat, nachdem der Espada wieder aufgestanden ist, sich geweigert, ein weiteres Mal gegen (den verletzten) Grimmjow zu kämpfen. Darauf wird Grimmjow von Nnoitra Gilga attackiert, wird aber noch von Ichigo beschützt. Seine Resurrección heißt Pantera (dt. Panther) und sein Todesaspekt ist die Zerstörung. Es ist unbekannt, ob Grimmjow noch lebt oder ob die Verwundung, die ihm von dem Quinto Espada zugefügt worden ist, schlimm genug war, um ihn zu töten.
Luppi Antenor ist der temporäre Ersatz Grimmjows, also der Sexta Espada für kurze Zeit. Der Arrancar hat das Aussehen eines Jungen, aber mit femininen Zügen und Verhalten. Er wirkt fröhlich und ausgelassen, ist jedoch arrogant und sieht gerne auf andere herab. Zusammen mit Yammy Llargo, Wonderweiss Margera und Grimmjow, der seinen Rang verloren hatte, bekämpft er zur Ablenkung für Orihime Inoues Entführung gegen die Shinigami. Obwohl Luppi die Oberhand hatte, wird er am Ende von Tōshirō Hitsugaya besiegt. Zurück in Hueco Mundo, erlangt Grimmjow seinen Arm wieder und tötet daraufhin Luppi. Seine Resurrección heißt Trepadora (dt. Kletterpflanze), wodurch er acht Tentakel auf seinem Rücken bekommt. In jedem dieser Tentakel sind unglaublich spitze Stacheln versteckt, mit denen er seine Gegner aufspießen kann.
Zommari Rureaux ist der Séptima Espada. Der dunkelhäutige Arrancar ist meistens sehr ruhig und höflich, zeigt jedoch auch ein aufgeregtes Verhalten. Er vergöttert Aizen und hasst die Shinigami, da sie die Hollow abschlachten. Zommari verfügt über das schnellste Sonído (der Bewegungstechnik der Arrancar), das Gemelos Sonído, mit dem er bis zu fünf Klone erschaffen kann. Im Kampf gegen Byakuya Kuchiki wird er von diesem getötet. Seine Resurrección heißt Brujería (dt. Hexerei), wodurch er in seiner neuen Gestalt 50 Augen verfügt, mit denen er Objekte und fremde Körperteile kontrollieren kann. Sein Todesaspekt ist die Besessenheit.
Szayelaporro Granz ist der Octava Espada. Der Arrancar mit den rosa Haaren und einer Brille ist ein wahnsinniger Wissenschaftler, mit einer makabren, Ekel erregenden Persönlichkeit. Obwohl er etwas schwächer als die anderen Espada erscheint, gleicht er das durch Modifikationen seiner präparierten Räume aus. So kann er die Fähigkeiten seiner Gegner dank vorheriger Analyse versiegeln und kann sich immense Vorteile im Kampf schaffen. Selbst seine Fraccións dienen dem Zweck, dass er sie, wenn er schwer verletzt wird, essen kann und dadurch geheilt wird. Vor seiner Zeit als Espada, haben er und Nnoitra Gilga für eine kurze Zeit zusammengearbeitet. So testete Szayelaporro durch Nnoitras Hilfe eines seiner Erfindungen, was für die damalige Tres Espada, Nelliel Tu Odelschwanck schwere Folgen hatte. Nach zahlreichen Gegnern, wird Szayelaporro von Mayuri Kurotsuchi getötet, einem anderen Wissenschaftler. Seine Resurrección heißt Fornicarás (dt. Unzucht) und sein Todesaspekt ist der Wahnsinn.
Aaroniero Arruruerie ist der Noveno Espada und der letzte Espada der ersten Generation, außerdem ist er der einzige Gillian-Espada. Anstatt eines Kopfes, hat er ein Glasgefäß mit roter Flüssigkeit auf seinem Körper, wo darin zwei kleine Köpfe schwimmen, die ihm Tandem sprechen. Deshalb verdeckt seinen „Kopf“ mit einer Maske. Der obere Kopf (Aaro) hat eine sehr tiefe Stimme und der untere Kopf (Niero) hat eine helle, kindliche Stimme. Trotz kleinerer Verhaltensunterschiede, sind beide Köpfe eine einzige Persönlichkeit, die hinterhältig, grausam und Stolz auf ihre Stärke ist. Auch hat er statt einer linken Hand, ein sehr merkwürdig aussehendes Organ, was sein Zanpakutō ist. Mit diesem kann er die Körper toter Hollow aufessen und deren Fähigkeiten, Körper, Persönlichkeiten und Erinnerungen erlangen und diese dann perfekt nachahmen. Wenn jedoch Sonnenlicht auf ihm fällt, verwandelt sich Aaroniero in seiner originale Gestalt zurück. In seinem Kampf gegen Rukia Kuchiki, gibt er sich als Kaien Shiba, ihren ehemaligen Mentor, aus und nutzt dabei dessen Zanpakutō Nejibana. Trotzdem hat Rukia sein Geheimnis erfahren und tötet den Espada, wobei sie selbst schwer verletzt ist. Seine Resurrección heißt Glotonería (dt. Fressgier) und sein Todesaspekt ist die Gier.

### Xcution
Die Xcution ist eine Gruppe, die nur aus Fullbringern besteht. Fullbringer sind Menschen, von denen mindestens ein Elternteil vor ihrer Geburt von einem Hollow angegriffen wurde. Sie besitzen eine spezielle Art des Reiatsus und beherrschen die Fähigkeit, die Seele eines Objektes zu beeinflussen und zu kontrollieren. Einige Fullbringer, wie Sado erhielten ihre Fähigkeiten durch die Einwirkung von Reiatsu, in diesem Fall von Ichigo. Jeder Fullbringer besitzt ein Objekt, welches er sogar in seiner Form und in seiner „Funktionsweise“ verändern kann. Die Mitglieder der Xcution wollen Ichigo unterstützen, seine Shinigami-Kräfte wiederherzustellen und helfen ihm seine Fullbring-Kräfte wiederherzustellen. Doch in Wirklichkeit wollen sie ihm seine Fullbring-Kräfte stehlen, um dadurch noch mächtiger zu werden. Sowohl Sado als auch Ichigo treten der Xcution bei, ohne von ihren wahren Absichten zu wissen.
Kugo Ginjo ist Hauptantagonist des „Verlorenen Shinigami-Arc“ der Anführer und Gründer der Xcution, zudem war er auch der erste Shinigami-Stellvertreter. Als er von der Wahrheit über seinen Stellvertreter-Abzeichen erfuhr, hatte er sich von der Soul Society betrogen gefühlt und ihr den Rücken gewandt. Er sammelte Fullbringer um sich und verschaffte ihnen ein glücklicheres Leben. Allerdings ist er auch für die Tode mehrerer Shinigami verantwortlich und wird somit von der Soul Society als Krimineller eingestuft. Durch die Kräfte von Tsukishima, werden Ginjos Erinnerungen manipuliert und so schafft er es, Ichigos Vertrauen zu gewinnen. Als er seine richtigen Erinnerungen wieder zurückerlangt, betrügt er Ichigo und stiehlt ihm sein Fullbring, welches er mit den anderen Xcution-Mitgliedern teilt. Doch Ichigo, der durch die Soul Society seine Shinigami-Kräfte wiedererlangt hat, kann Ginjo letztendlich töten. Sein Leichnam wird auf Ichigos Wunsch hin in der Welt der Lebenden beerdigt. Seine Seele ist zusammen mit denen von Tsukishima und Giriko die Soul Society gekehrt.
Ginjos Medium für sein Fullbring Cross of Scaffold ist seine Halskette, welches sich in ein Zweihänder verwandeln kann. Außerdem beherrscht er das Bankai und besitzt Hollow-Kräfte.
Shukuro Tsukishima ist der zweite Antagonist neben Ginjo und wird bis zur Enthüllung von Ginjos Rolle als einziger Feind Ichigos dargestellt. Er kannte als Kind schon Ginjo zu dessen Zeit als Shinigami-Stellvertreter. Tsukishimas Fullbring Book of the End verwandelt sein Lesezeichen in ein Katana, das durch alles schneiden kann und Tsukishimas Präsenz in die Erinnerung eines Menschen bzw. Objektes hineinversetzen kann. Auf Ginjos Plan manipuliert er die Erinnerung der Xcution-Mitglieder, sodass sie glauben, dass sie Ichigos Shinigami-Kräfte aus einem anderen Grund wiederherstellen wollen und dass Tsukishima der ehemalige Anführer von Xcution sei und ihnen feindselig geworden wäre, außerdem hat auch ihre Erinnerungen von seinen wahren Fähigkeiten verändert. Anschließend hat er die Erinnerungen von Orihime, Sado, Ichigos Schwestern und dessen Freunden so manipuliert, dass er von denen als guter Freund und Verwandter gehalten wird, wodurch Ichigo psychisch in die Ecke gedrängt wird. Im richtigen Moment schneidet Tsukishima seine Teamkollegen wieder, um ihnen so ihre wahren Erinnerungen zurückzugeben und Ginjo daran zu erinnern, Ichigos Fullbring zu stehlen. Tsukishima wird im Kampf gegen Byakuya tödlichen verwundet und als er Ginjos Leichnam sieht, will er Ichigo sofort töten, wird aber von Riruka aufgehalten. Sterbend wandelt er verzweifelt umher, im Glauben seinen einzigen Freund verloren zu haben. In seinem letzten Moment wird Tsukishima von seinem Schüler Shishigawara auf den Rücken getragen und sieht sich mit ihm den Sonnenaufgang an; er realisiert, dass er doch noch einen Freund hatte. Tsukishimas Seele ist zusammen mit denen Ginjo und Giriko in die Soul Society gekehrt.
Riruka Dokugamine ist ein junges Mädchen von der Xcution, die sehr aufbrausend ist und sehr schnell genervt wird, insbesondere von den anderen Mitgliedern. Auf den ersten Blick verliebt sie sich in Ichigo, will es jedoch nicht zu geben, und schafft es sich irgendwie mit Orihime anzufreunden. Mit ihrem Fullbring Dollhouse verstaut sie ihre geliebten Sachen in ihr Puppenhaus, außerdem kann sie Personen die Erlaubnis gewähren, ebenfalls in das Puppenhaus zu gelangen. Sie kämpft zwar gegen Rukia Kuchiki, wird aber nicht von ihr besiegt und versteckt sich für eine gewisse Zeit in ihrem Körper. Außerdem ist Riruka als einziges Xcution-Mitglied nicht darauf aus gewesen, Ichigos Fullbring-Kräfte zu bekommen und rettet ihm sogar das Leben, als Tsukishima ihn mit einem tödlichen Schwerthieb angreifen will. Nach ihrer Genesung verschwindet sie von der Bildfläche, ist aber Ichigo, Sado und Orihime sehr dankbar, ihnen begegnet zu sein.
Giriko Kutsuzawa ist ein älterer Mann von der Xcution und arbeitet dort als Oberkellner. Mit seinem Fullbring Time Tells No Lies kann er Menschen spezielle Aufgaben geben, die sie in einer bestimmten Zeit erfüllen müssen, sonst folgt der Tod. Giriko selbst kann die vorgegebenen Aufgaben nicht vorzeitig beenden, sollte er das tun, würde er selbst sterben – so hat er auch sein linkes Auge verloren, als er vergeblich verhindern wollte, dass seine Frau sterben müsste. Seine Gelassenheit ist eine Fassade, denn dahinter steckt eine Machtgier und große Selbstüberheblichkeit, was ihm im Kampf gegen Kenpachi Zaraki sofort zum Verhängnis wird. Nach seinem Tod gelangen seine, Ginjos und Tsukishimas Seelen in die Soul Society.
Jackie Tristan ist eine dunkelhäutige, große Frau von der Xcution, die Stiefel trägt. Diese Stiefel dienen als Medium für ihr Fullbring Dirty Boots, die sich in einem Kampfanzug verwandeln. Je dreckiger ihre Stiefel werden, desto stärker wird Jackies Trittkraft. Sie trainiert mit Ichigo, der gerade sein Fullbring entdeckt hat und kämpft später mit verstärkten Kräften gegen Renji Abarai, der sie jedoch mit Leichtigkeit besiegt. Dieser verschont jedoch ihr Leben, rettet sie sogar und lässt sie laufen. Sie trifft Yukio ein letztes Mal wieder, bevor sie ihre eigenen Wege gehen.
Yukio Hans Vorarlberna ist das jüngste Mitglied der Xcution, der ständig mit seiner Handheld-Konsole (eine PSP) spielt. Mit dem Reichtum, den er von seinen Eltern gestohlen hatte, welche daraufhin Selbstmord begingen, beschafft er der Xcution Geheimbasen und ist auch für die Reparaturen verantwortlich. Mit seinem Fullbring Invader Must Die saugt Yukio Personen in seine Konsole hinein und befinden sich dann in einer von ihm erschaffen Spielewelt und nur er kann sie wieder freilassen. Diese Spielewelten werden in der Handlung als Trainingsräume genutzt, als auch als Schlachtfelder im Kampf gegen die Shinigami der Gotei 13. Im Kampf gegen Toshiro Hitsugaya wird er jedoch gefangen genommen und muss so die anderen Shinigami aus den Spielewelten freilassen. Er trifft Jackie ein letztes Mal wieder, bevor sie ihre eigenen Wege gehen.
Moe Shishigawara ist der junge Schüler von Tsukishima, aber kein Mitglied der Xcution. Trotz seiner Erscheinung als Schulrowdy ist er sehr respektvoll und höflich, doch sein Fullbring ist äußerst gefährlich, weswegen Ginjo ihm keinen Teil von Ichigos Fullbring-Kräften überlässt und ihn später von Tsukishima töten lassen will. Shishigaware ist äußerst loyal zu Tsukishima, allerdings grenzt seine Loyalität auch an Naivität, so würde er seinem Meister sein Leben geben, obwohl er nicht sicher ist, falls Tsukishima dasselbe für ihn tun würde. Sein Fullbring Jackpot Knuckle erlaubt Shishigawara mit seinen Schlagringen Objekte zu zerstören, der Schweregrad der Zerstörung wird dadurch abhängig gemacht, zu welchem Ergebnis sein Jackpot Knuckle gekommen ist, da das Fullbring wie ein Einarmiger Bandit funktioniert, d. h. mit einem Jackpot wird der höchste Zerstörungsgrad erreicht. Allerdings muss Shishigawara im Kampf gegen Ikkaku Madarame feststellen, dass die Wahrscheinlichkeit auf einen Jackpot mit jedem weiteren Schlag geringer wird. Gegen Ikkaku verliert er zwar, aber dennoch lässt dieser ihn laufen. Am Ende lässt Shishigawara den sterbenden Tsukishima nicht allein, trägt diesen auf dem Rücken und betrachten noch den Sonnenaufgang, bevor Tsukishima stirbt.

### Vandenreich
Das Vandenreich ist eine Organisation von Quincys, die man jahrhundertelang für Tod gehalten hat. Ihr Anführer ist Yhwach, der vor über 1000 Jahren gegen Yamamoto-Genryusai kämpfte und überlebte. Die Elitesoldaten des Vandenreiches werden Sternenritter genannt, welche Ränge in alphabetischer Reihenfolge entsprechend ihrer Stärke bekleiden. Das Ziel des Vandenreiches ist es, sich an den Shinigami zu rächen und die Soul Society zu vernichten. Nach Aizens Niederlage eroberte das Vandenreich gewaltsam Hueco Mundo und tötete unzählige Hollows und Arrancar, die sich der Armee von Yhwach nicht anschließen wollten. Kurz darauf begann eine Invasion in Soul Society, welcher die Shinigami wenig entgegensetzen konnten, da die Quincys des Vandenreiches in der Lage sind, Bankai zu stehlen und diese gegen die Shinigami einzusetzen.

#### Yhwach
Yhwach ist der König des Vandenreiches, der Sternenritter A und der stärkste Quincy. Er ist grausam, hinterhältig und absolut autoritär gegenüber seinen Untergebenen. Vor 1000 Jahren wurde er von Yamamoto-Genryusai versiegelt, doch nach 900 Jahren begann sein Herz wieder zu schlagen, nach 90 Jahren erlangte er seinen Intellekt wieder und nach 9 Jahren seine Kräfte. Während der Invasion von Soul Society stiehlt er Yamamoto-Genryusais Bankai Zanka no Tachi und tötet diesen. Sein Ziel ist es, die Welt in 9 Tagen zu erobern.

#### Sternenritter
Jugram Haschwalth ist der Sternenritter B die rechte Hand von Yhwach. Er wird von den meisten Quincys respektiert und wird von vielen als Yhwachs Nachfolger angesehen. Von Bazz-B wird er „Jugo“ genannt. Haschwalth hat während der Invasion Ichigos Bankai zerbrochen.
Bambietta Basterbine ist die junge Sternenritterin E. Sie hat eine sadistische Persönlichkeit und tötet zum Zeitvertreib ihre eigenen Untergebenen. Während der Invasion hat sie Komamuras Bankai gestohlen.
Äs Nödt ist der Sternenritter F („The Fear“). Äs' Geschlecht ist wegen der langen Haare und der Halbmaske, die die untere Hälfte des Gesichts verdeckt, noch unbekannt. Äs kann die Furcht in seinen Gegnern wecken. So hat Äs Byakuya besiegt, nachdem Äs dessen Bankai gestohlen hat. Zwar wird Äs von Yamamoto-Genryusais Flammen verbrannt, überlebt jedoch.
Bazz-B ist der Sternenritter H und ist mit seinem Irokesen leicht wiederzuerkennen. Er ist sehr temperamentvoll und misstraut Uryu Ishida sehr. Er scheint mit Haschwalth sehr vertraut zu sein und nennt diesen „Jugo“. Wie Äs Nödt überlebt er die Flammen von Yamamoto-Genryusai.
Quilge Opie ist der Sternenritter J („The Jail“) und ist zugleich der Kommandant der Jagdarmee. Er besiegt Harribels Fracciónes und Ayon, wird aber von Ichigo besiegt. Allerdings steht Quilge wieder auf und verzögert Ichigos Ankunft in der Soul Society, indem er ihn in ein Reishi-Gefängnis einsperrt. Bevor er Urahara, Orihime und Chad töten kann, wird er von Grimmjow getötet. Seine „Vollkommene Heiligengestalt der Quincys“ heißt Biskiel.
Driscoll Berci ist der Sternenritter O („The Overkill“) und wird dadurch stärker, indem er tötet. Er hat das Bankai von Sasakibe gestohlen und setzt es gegen Yamamoto-Genryusai ein, jedoch ist das gestohlene Bankai zu schwach und Driscoll wird von seinem Gegner niedergebrannt und getötet.
Loyd Lloyd und Royd Lloyd sind die Sternenritter Y („The Yourself“) und haben die Fähigkeit, sich in andere Personen zu verwandeln. Während Lloyd auch die Kräfte anderer imitieren kann, kann Royd die Persönlichkeit und Erinnerung anderer kopieren.

## Nebencharaktere

### Ichigos Schulfreunde
Auch andere Schulfreunde von Ichigo scheinen über besondere Fähigkeiten zu verfügen. Dies sind Tatsuki Arisawa (有沢 竜貴, Arisawa Tatsuki), Keigo Asano (浅野 啓吾, Asano Keigo) und Mizuiro Kojima (小島 水色, Kojima Mizuiro). Sie sind in der Lage die Hollows und Shinigami wahrzunehmen, aber sind sich nicht der in ihnen schlummernden Kräfte bewusst.

### Mod-Souls
Die Mod-Souls/Kaizō konpaku (改造魂魄) sind modifizierte Seelen. Sie haben die äußerliche Gestalt einer Pille, können aber Körper seelenloser Objekte (z. B. von der Seele verlassene Körper, Stofftiere etc.) übernehmen, wenn sie innerhalb dieser platziert werden. Shinigami nutzen diese Fähigkeit hingegen auf umgekehrte Weise, um so ihren Körper (Gigai) verlassen zu können. Die Kaizō konpaku haben dann ihrerseits die Möglichkeit, den leeren Körper zu übernehmen. Laut Handlung wurden sie von der Soul Society erschaffen, um gegen die Hollows in die Schlacht zu ziehen. Doch hielt man es für unmoralisch tote Körper in den Kampf zu schicken. Kurz darauf wurden fast alle Kaizō konpaku vernichtet, sodass nur noch einige wenige von ihnen existieren. Einer von ihnen ist Kon (コン), den Rukia von Urahara als Gikongai kaufte. Als Gikongai soll er den Körper von Ichigo übernehmen, wenn dieser seinen Körper als Shinigami verlässt. Jedoch ist Kon alles andere als ein würdiger Ersatz für Ichigos Seele, da Kon von diversen Gelüsten durchtrieben ist und am liebsten den Körper von Ichigo nicht wieder hergeben möchte. In der Zeit, wo Ichigo seinem eigenen Körper innewohnt, tritt er üblicherweise in Form eines Stofflöwen auf, den er als Kaizō konpaku kontrollieren kann. Aber egal in welcher Form er sich befindet, kann er es nicht lassen, schönen Frauen nachzustellen.

### Visoreds
Visoreds oder auch Vizards sind Shinigami, die hollowfiziert wurden und Hollowkräfte erhalten haben. Acht hochrangige Shinigami wurden durch Sōsuke Aizens Experimente hollowfiziert und dann sollten sie wegen jener Hollowfizierung zusammen mit Kisuke Urahara, der wegen der Experimente beschuldigt wurde, und Tessai Tsukabishi zum Tode verurteilt werden, konnten aber dank Yoruchi Shihōin gerettet werden und alle elf sind ins Exil geflohen. Die Vizards haben ihre Hollowkräfte trainiert und beherrschen nun ihre Hollowfikationen.
Mittlerweile sind sie der Gotei 13 noch feindselig, aber sie konnten sich trotzdem gegen Aizen verbünden, da die Vizards auch verbündete Ichigos sind, die ihm geholfen haben, seine Hollowkräfte zu kontrollieren.
Shinji Hirako ist der ehemalige Kommandant der 5. Kompanie. Nach dem Zeitsprung nimmt er wieder das Amt des Kommandanten an.
Hiyori Sarugaki ist die ehemalige Vizekommandantin der 12. Kompanie.
Lisa Yadōmaru ist die ehemalige Vizekommandantin der 8. Kompanie.
Kensei Muguruma ist der ehemalige Kommandant der 9. Kompanie. Nach dem Zeitsprung nimmt er wieder das Amt des Kommandanten an.
Mashiro Kuna ist die ehemalige Vizekommandantin der 9. Kompanie. Nach dem Zeitsprung nimmt sie wieder ihr Amt des Vizekommanten neben Shūhei Hisagi an.
Love Aikawa ist der ehemalige Kommandant der 7. Kompanie.
Rōjurō „Rose“ Otoribashi ist der ehemalige Kommandant der 3. Kompanie. Nach dem Zeitsprung nimmt er wieder das Amt des Kommandanten an.
Hachigen „Hachi“ Ushōda ist der ehemalige Vizekommandant des Kidōkorps.

## Filler-Charaktere

### Bount Arc

#### Das Mod-Soul-Trio
Sie werden am Anfang der Bount-Saga damit beauftragt Ichigos Freunde zu entführen und ihnen Rätsel aufzugeben, um diese zu trainieren. Später stellen und töten sie gemeinsam die Bount. Da sie Mod-Souls sind, können sie, wie Kon, ihre Seele in andere Gegenstände wie z. B. Stofftiere transferieren.
Ririn ist die noch sehr kindliche Anführerin des Mod-Soul-Trios, das von Kisuke Urahara erschaffen wurde, um die Bounto aufzuspüren. Das Stofftier, in das sie ihre Seele transferiert, ist ein Huhn. Ihre Fähigkeiten umfassen das Erschaffen von Illusionen. Diese setzt sie auch in Staffeln des Anime ein, die auf dem Manga basieren, obwohl sie dort nicht auftaucht, die Handlung wurde dazu ein wenig abgeändert.
Cloud ist ein großer Mann mit langen blonden Haaren. Er kann das Aussehen von Personen kopieren, eine Fähigkeit, die er vor allem eingesetzt hat, um die Rätsel, die das Trio Ichigo und seinen Freunden aufgab, schwieriger zu gestalten. Das Kuscheltier, in das er transferiert wird, ist ein Hase.
Nova ist ein sehr ruhiger, an einen Ninja erinnernden Mann, der sich und andere Personen teleportieren kann. Das Stofftier, das für ihn ausgesucht wurde, ist eine Schildkröte im Anzug.

#### Bounts
Bounts sind Menschen, die sich von Seelen ernähren wie Hollow. Allerdings essen sie die Seelen nicht auf, sondern saugen sie auf, ähnlich wie bei Vampiren. Das ist der Grund, warum Bounts ein sehr hohes Alter erreichen, körperlich aber nicht altern. Der Konsum von lebenden Menschen ist gegen den Kodex; de natürlichen Folge ist das schneller Altern.
Die Bounts wurden ursprünglich in der Soul Society durch ein fehlgeschlagenes Experiment erschaffen und sind praktisch die Vorfahren der Mod-Souls. Da sie von den Shinigami vernichtet werden sollte, flüchteten die überlebenden Bounts in die Welt der Lebenden. Jedoch wurden fast alle Bounts im Krieg gegen die Quincy von diesen getötet, weshalb es zu Beginn der Saga nur noch wenige gibt. Angeführt von Jin Kariya wollen sie sich an die Soul Society rächen und gelangen durch Hilfe auch dorthin und veranstalten ein großes Chaos. Letztendlich werden die Bounts von der Gotei 13 und den Ryoka besiegt.
Yoshino Soma war die ehemalige Geliebte Kariyas und ist ein Abbild von Ran'Tao. Ihre Doll heißt Goethe. Des Weiteren hilft sie Ishida, als er verletzt ist. Sie verbindet ihren Körper mit ihrer Doll um Jin Kariya zu töten, wird aber stattdessen selbst getötet. Die danach freigesetzte Energie wird von Jin Kariya genutzt um neue Dolls zu erschaffen, die sogenannten Bittos.
Yoshino Soma war die einzige Bount, die Ichigo und seinen Freunden freundlich gesinnt war.
Jin Kariya ist der Hauptantagonist der Bount Saga und Anführer der Bounts. Er verschmolz sich als Kind mit seiner Doll Messer, weshalb er auch ohne Beschwörung den Wind kontrollieren und fliegen kann und gegen physische Angriffe gut geschützt ist. Auch in der Vergangenheit war Kariya bei den Bounts eine Art Außenseiter, da sie seine Pläne nicht guthießen. Doch nach Jahrzehnten schaffte er es, sich eine Gruppe der letzten Bounts zusammenzustellen und somit einen Trupp gegen die Soul Society. Jedoch behandelt er sie nur als Schachfiguren, denn sein Ziel ist die komplette Zerstörung Seireiteis. So verleibt er sich das Jokaisho ein, um damit Seireitei zu sprengen. Letzten Endes wird Kariya von Ichigo getötet und verlässt somit den ewigen Kreislauf seines Lebens.
Gō Koga ist einer von Kariyas engsten Vertrauten, dessen Doll Dark heißt. Er ist der einzige Bount, der den Ansturm von Kariya auf die Soul Society überlebte.
Ryō Utagawa ist einer der ersten auftauchenden Bounts und seine Doll heißt Fried.
Ugaki war ein Stratege der Bounts und sein Bount heißt Geselle. Er wurde von seiner eigenen Doll getötet, als diese in einem Zustand der Verwirrung alles angriff, was um sie herum war.
Mabashi war ein junger Bount, dessen Doll Rizu hieß. Er wurde von Soifon in der Soul Society getötet. Außerdem war er der Einzige, der Probleme mit der Aufnahme von Seelen lebendiger Menschen durch die Bittos hatte. Er wurde durch die Einnahme einer dieser Seelen, zu der er von Kariya gewaltsam gezwungen wurde, verrückt.
Sawatari war ein Bount, der durch den Konsum von lebenden Seelen sehr gealtert ist. Seine Doll hieß Baura. Er wurde vom Kommandanten der zwölften Kompanie getötet.
Yoshi war eine weibliche Bount, die die zwiespaltige Doll Nieder besaß. Sie wurde von Uryū Ishida getötet.
Hō & Ban waren junge Zwillinge mit den Zwillingsdolls Günther und Guhl.
Cain Nao war ein junger Bount mir der Doll Waineton. Er wurde von Gō Koga in die Geschichte der Bounts eingewiesen und von ihm unterrichtet. Als er zum ersten Mal Dark begegnet, ist er von ihr so beeindruckt, dass er auch eine Doll erschafft, jedoch von dieser direkt umgebracht wird. Warum dem so ist, ist unklar.

#### Shinigami im Bount Arc
Maki Ichinose war der Vizekommandant der 11. Kompanie, bevor Kenpachi Zaraki sein Kommandantenamt bekleidete, und ist ein Deserteur. Er ist ein Verbündeter der Bounts und hilft ihnen, ihre Rache an die Soul Society auszuüben. Am Ende, nachdem er von Kenpachi besiegt wurde, versucht er vergeblich Kariya von seinem wahnsinnigen Vorhaben abzubringen, wird aber von diesem getötet. Sein Zanpakutō heißt Nijigasumi.
Ran'Tao ist die Schöpferin der Bounts und lebt seit Jahrhunderten im Exil. Sie hat einigen Bounts, darunter auch Jin Kariya, zur Flucht verholfen, weshalb ihre Kräfte nun versiegelt sind. Als sie von der Invasion der Bounts erfährt, will sie die Sache zu Ende bringen. Als sie fast von Kariya getötet wird, wird sie von Uryu gerettet. Nach Kariyas Tod, rettet Ran'Tao den Überlebenden Gō Koga.

#### Dolls
Die Bounts kämpfen mit Dolls, also lebende Gegenstände, auf denen ein Siegel zu sehen ist. Die Dolls werden durch den deutschen Spruch „Zeige dich“ erweckt und nehmen dann ihre Form an. Wenn entweder der Meister oder die Doll stirbt, stirbt auch der andere, da sie seelisch miteinander verbunden sind. Anfangs „besitzt“ ein Bount noch keine Doll, sondern er muss sie durch ein Ritual erschaffen.
Goethe war die Doll von Yoshino Soma und beherrscht das Feuer. Er verband sich mit dieser im Kampf gegen Jin Kariya, wurde dann aber zusammen mit Yoshino Soma von Jin Kariya getötet. Wenn er verwundet wird regeneriert er sich vollständig, weshalb Ichigo im Kampf gegen ihn große Probleme hat, da er zum Angriff nur Zangetsu benutzte.
Nieder ist eine zweiteilige Doll. Sie besteht zum einen Teil aus einem Schwert, das zum Angriff benutzt wird, zum anderen Teil aus einem Fächer, der zur Verteidigung dient. Beide scheinen eigenständig zu handel, sie sind jedoch durch eine Kette miteinander verbunden. Jeder Teil besitzt einen Mund, mit dem er sprechen kann. In diesem Mund befindet sich jeweils ein Auge, das wie eine Zunge bewegt werden kann. In ihrer wahren Form kann sich nur ein Teil der Doll zeigen: Während der eine zu einer Art Armschutz mit Mund auf der Schulter wird, wird der andere zu einer Waffe: Der Fächer zu einem großen Rundschild, der perfekten Verteidigung, das Schwert wird zu einer Art Schwertkette, dem perfekten Angriff. Um von der einen in die andere Form zu wechseln, braucht Yoshi wenige Sekunden, was Ishida ausnutzt, um sie zu töten.
Baura war die Doll von Sawatari. Er hatte das Aussehen eines Wals und die Fähigkeit, in eine andere Dimension einzutauchen. Außerdem war sein Magen mit dieser Dimension verbunden, wodurch er seine Gegner zum Schluss immer fraß.
Bittos waren die Dolls, die durch die bei Yoshino Somas Tod freigesetzte Energie entstanden. Sie sehen Wespen sehr ähnlich und saugen lebenden Menschen die Seele aus. Jene füllen sie dann in eine Art Reagenzglas um, aus denen die Bounts die nun zu einer flüssigen Substanz gewordenen Seelen aufnehmen können. Jenes gibt ihnen Kraft, sogar dreimal mehr Kraft, als wenn sie die Seelen der Menschen auf „normalem“ Wege absorbieren würden. Durch die große Anzahl der Bittos, können die Bounts innerhalb kürzester Zeit gigantische Kräfte entwickeln.

### Shusuke Amagai Arc
Shusuke Amagai ist in der Amagai-Saga der Kommandant der 3. Kompanie und der Hauptantagonist.
Makoto Kifune ist die Rechte Hand Amagais und der 3. Offizier der 3. Kompanie.
Rurichiyo Kasumiōji ist die Prinzessin der Kasumiōji-Familie und ein sehr wichtiger Charakter der Saga.
Kenryū ist eine von Rurichiyos Beschützern.
Enryū ist der zweite Beschützer von Rurichiyo.
Gyōkaku Kumoi wird anfangs als Kopf hinter den Intrigen gegen die Kasumiōji-Familie gehalten und ist für die Herstellung der Bakkōtō verantwortlich.
Hanza Nukui ist der Anführer eines Attentäter-Clans und ist ein Rivale von Ichigo.
Jinnai Doko ist einer von Nukuis stärksten Untergebenen.
Ryu Kuzu ist einer von Nukuis stärksten Untergebenen.
Genga ist einer von Nukuis stärksten Untergebenen.

### Zanpakutō-Rebellion Arc
Muramasa ist der Hauptantagonist der Zanpakutō-Rebellion-Saga und das Zanpakutō von Kōga Kuchiki.
Kōga Kuchiki war Muramasas Besitzer und war 3. Offizier der 6. Kompanie. Außerdem ist er der Stiefonkel von Byakuya.
Kirikaze war nach Muramasas Tod der stärkste Toju.

### Gotei 13-Infiltration Arc
Kageroza Inaba ist sowohl der Erfinder der Mod-Souls als auch die erste geschaffene Mod-Soul. Er und Nozomi wurden aus den spirituellen Partikeln von Ouko Yushima geschaffen, weshalb sie auch gleichzeitig die Erfinder der Mod-Souls sind. Nach Aizens Niederlage, versucht er das Projekt Spearhead wiederzubeleben und erschafft eine Armee aus Mod-Souls in Reigais. Sein Zanpakuto heißt Raiku. Er schafft es, die geflüchtete Nozomi wieder zurückzuholen und sich mit ihr zu vereinigen, sodass sie zu einem neuen Ouko Yushima werden, der das volle Potenzial seines Zanpakutō ausschöpfen kann. Doch Ichigo schafft es, ihn aufzuhalten, was das Ende für Kagerōza bedeutet hat.
Nozomi Kujō ist zusammen mit Kagerōza Inaba die erste erschaffene Mod-Soul und gleichzeitig die Erfinderin der Mod-Souls, da sie aus spirituellen Partikeln von Ouko Yushima geschaffen wurden. Sie verfügt über Shinigamikräfte, die erst im Verlauf vollständig freigesetzt werden. Obwohl sie den Plan von Ouko verfolgen sollte, erkennt sie den Wahnsinn darin und flüchtet vor Kagerōza. Anfangs introvertiert, öffnet sie sich mehr und mehr gegenüber ihren Helfern und Beschützern und es entwickelt sich ein gutes Verhältnis zwischen ihr und Kon und erkennt, was Freundschaft ist. Nach dem Ende von Kagerōza, stirbt auch Nozomi. Nozumis Zanpakuto heißt Arazome Shigure.
Ouko Yushima ist der Erfinder der Mod-Souls und der damalige Projektleiter von Spearhead. Er wurde innerhalb der Gemeinschaft der Shinigami ausgeschlossen, da er nicht für einen kompetenten Kämpfer gehalten wurde und so wurde er sehr einsam. Seine ersten Mod-Souls waren Kagerōza Inaba und Nozomi Kujō. Als sein Projekt gestoppt wird, transferiert er noch seine Ziele und Ideale sowie sein Wissen in seine beiden Mod-Souls, die sein Ziel, die Zerstörung der Soul Society, verfolgen sollten.

## Filmcharaktere

### Memories of Nobody

#### Senna
Senna ist die weibliche Protagonistin des ersten Films.

#### Dark Ones
Die Dark Ones sind die Antagonisten des Films. Sie sind Shinigami, die vor Jahrhunderten wegen ihrer Verbrechen ins Tal der Schreie verband wurden.
Ganryu
Ganryu ist der Anführer der Dark Ones und der Hauptantagonist des Films.
Benin ist das weibliche Mitglied der Dark Ones.
Jai ist das dunkelhäutige Mitglied der Dark Ones.
Riyan ist das kleinste Mitglied der Dark Ones.
Bau ist das größte Mitglied der Dark Ones.
Mue ist ein blasses und dünnes Mitglied der Dark Ones.

### The DiamondDust Rebellion

#### Sōjirō Kusaka
Kusaka ist der Hauptantagonist des zweiten Films und der ehemalige beste Freund von Tōshirō Hitsugaya zu dessen Akademiezeit. Kusaka besitzt wie Hitsugaya das Zanpakutō Hyōrinmaru. Da es aber keine zwei Besitzer mit dem gleichen Zanpakutō geben darf, wurden sie gezwungenen, gegeneinander zu kämpfen, wobei Kusaka aus Reflex von Hitsugaya besiegt wurde und dann von der Gotei 13 sofort exekutiert wurde. In Hueco Mundo wurde er wiedergeboren.

#### Ying & Yang
Ying und Yang sind weibliche Zwillingsarrancar und die Untergebenen Kusakas und kämpfen mit Blitzen bzw. Feuer.

### Fade to Black

#### Dark Rukia
Dark Rukia ist die Hauptantagonistin des dritten Films. Sie ist die Fusion aus Rukia, Homura und Shizuku. Jedoch ist Rukias Persönlichkeit dadurch verloren gegangen und sie spricht mit den Stimmen der beiden Geschwister. Dark Rukia verfügt sowohl über die Kräfte eines Shinigami als auch eines Hollow, wobei die Hollowkräfte überwiegen. Ihre Persönlichkeit ist so veranlagt, dass sie es als Lebensziel sieht, die Shinigami töten zu wollen.

#### Homura und Shizuku
Homura ist die ältere Schwester von Shizuku, die sehr viel Temperament zu scheinen hat. Shizuku ist ihr jüngerer Bruder, der ruhiger ist als sie, aber dafür öfters kämpft. Sie sind davon überzeugt, dass die Shinigami böse sind, da sie in ihrer Jugend von einem (besessenen) Shinigami getötet wurden, beim Versuch Rukia vor eben jenem Shinigami zu beschützen, da beide eine gute Beziehung mit Rukia hatten. In Hueco Mundo wurden sie beide wiedergeboren und wollen sich an die Shinigami rächen. Sie waren Namenlos und sie kehrten nach ihrem Tod auch aus dem Grund nach Suol Society zurück on Rukia ihre Namen zu erfahren, da jene ihnen versprochen hatte ihnen Namen zu geben, welche sie kurz vor ihrem zweiten Tod von Rukia erfuhren.

### The Hell Verse

#### Togabito
Die Togabito sind Verbannte der Hölle. Sie werden von den Kushanada, den Wächtern der Hölle, gefressen und gefoltert. Jedoch werden sie jedes Mal wiederbelebt, weshalb sie eine unendliche Tortur erleiden müssen. Viele Togabito haben das Kämpfen aufgegeben und sind praktisch hirntod, jedoch gibt es welche, die weiterhin rebellieren.

#### Kokutō
Kokutō ist neben Ichigo der Protagonist des vierten Films, entpuppt sich später als den finalen Antagonisten und den wahren Drahtzieher von Yuzus Entführung. Er nutzt die Kraft von Hollow-Ichigo, um sich von seinen Ketten zu befreien. Anfangs zeigt er sich noch nett und gerecht, ist jedoch sehr grausam und ist durch seinen Aufenthalt in der Hölle wahnsinnig geworden. Kokutō hatte eine kleine Schwester, die ihn beschützte und starb. Ihr Mörder wurde dann von Kokutō getötet, weshalb er in der Hölle verbannt wurde. Seitdem versucht er immer wieder erfolglos, aus der Hölle zu fliehen, erlangte jedoch über starke Fähigkeiten. Kokutō ist überaus schnell und stark und kann seine Ketten zur Verteidigung nutzen. Passend zu seinem Namen, hat er ein schwarzes Schwert, das sogar sehr mächtig in seinen Händen ist. Am Ende wird er von Ichigos Höllenform besiegt und wieder mit neuen Ketten versehen.

#### Shuren
Shuren ist der Hauptantagonist des Films, bis er von Ichigo und Kokutō besiegt wird. Er ist der Anführer mehrerer Togabito und entführt Ichigos jüngere Schwester Yuzu in die Hölle. Sein Ziel ist es, mit der Kraft von Hollow-Ichigo sich und die anderen aus der Hölle zu befreien, indem jener das Höllentor zerstören soll. Shuren ist ein Flammenmanipulator und kann es mit Ichigos Bankai aufnehmen, wird aber vom maskierten Ichigo besiegt.
Gunjo ist Shurens rechte Hand. Er hat Tentakelarme.
Taikon ist ein übergewichtiger Untergebener Shurens, der spirituelle Energie absorbieren kann.
Garogai ein sehr großer Untergebener Shurens, der seine Arme abschießen kann und sie dank eines Seils wieder zurückbekommt.
Murakumo ist ein Untergebener Shurens, der ein sehr großes Schwert schwingt.